# Herren är min herde (Holgersson)
Herren är min herde är en psalm med text och musik skriven 1980 av Gun-Britt Holgersson.

## Publicerad som
- Segertoner 1988 som nr 630 under rubriken "Tillsammans i världen - Tillsammans med barnen".[1]